# 雷蒙德鎮區 (明尼蘇達州斯特恩斯縣)
雷蒙德鎮區（英語：Raymond Township）是位於美國明尼蘇達州斯特恩斯縣的一個行政鎮區。

## 歷史
雷蒙德鎮區於1867年設立，得名自早期定居者利柏提·B·雷蒙德（Liberty B. Raymond）。

## 地方資料
雷蒙德鎮區的面積為93.60平方千米，當中陸地面積為92.95平方千米，而水域面積為0.65平方千米。根據2020年美國人口普查的數據，當地共有人口230人，而人口密度為每平方千米2.46人。